# Шёнбург-Глаухау, Иоахим фон
Иоахим, граф Шёнбург-Глаухау (нем. Joachim Heinrich Maria Carl Rudolf Franz Xaver Joseph Antonius Christophorus Hubertus Alfons Graf von Schönburg-Glauchau; 4 февраля 1929, Глаухау, Саксония — 29 сентября 1998, Пассау, Бавария) — номинальный глава немецкого графского дома Шенбург-Глаухау с 1945 года. Лишенный собственности и изгнанный с родины в 1945 году, он и его семья мигрировали в Рейнланд, где он был писателем и журналистом. После падения Берлинской стены он вернулся на родину, представлял округ в Бундестаге, и служил в местном правительстве.

## Детство
Иоахим родился 4 февраля 1929 года в Глаухау (Саксония). Он вырос в идиллической обстановке Вексельбурга в долине реки Цвиккауэр-Мульде, примерно в 25 километрах к северу от Хемница. Семья Шёнбург занимала здесь Замок Рохсбург с 1637 года. Его родителями были граф Фридрих Карл фон Шёнбург-Глаухау, родившийся 26 июля 1899 года в Вексельбурге и погибший 12 апреля 1945 года при обороне Бреслау, и графиня Мария Анна Баворовска из Баворова (фон Баворов) (1902—1988). Он был вторым из восьми их детей.

## Изгнание и новая жизнь на западе
В 1945 году советские оккупационные войска арестовали его, конфисковали его имущество, и он вместе с семьей был депортирован, прожив некоторое время в Майнце. Он поддерживал свою семью как журналист и писатель. В 1965 году он получил назначение в Сомали, где основал вещательную станцию и работал иностранным корреспондентом. Его семья прожила вместе с ним на Африканском Роге пять лет, и там родились двое его детей.
Сразу после падения Берлинской стены в 1990 году Иоахим фон Шёнбург-Глаухау вернулся на родину в Саксонию и с 1990 по 1994 год служил членом бундестага от представительного округа, в который входили общины Глаухау, Рохлиц, Хоэнштайн, Эрнстталь и Хайнихен, в Саксонии, от христианско-демократического союза. На так называемых берлинских дебатах 20 июня 1991 года он выступил против передачи Берлину статуса столицы.
Он известен своей позицией по защите природы и, как автор, своими книгами об охоте. Одна из его самых популярных книг, юмористическая Der Jagdgast (The Hunt Guest), рассказывает старые охотничьи истории с его родины. Der deutsche Jäger (Немецкий охотник) — это сочетание охотничьих историй и охотничьих практик.
С 1991 по 1997 год он жил в бывшем фамильном замке Рохсбург и служил в городском совете Лунценау. В 1998 году он тяжело заболел и переехал в Пассау, в Баварию, где и умер. Он похоронен в монастырской базилике в Вексельбурге, где прошло его детство.

## Семья
Его первая жена, Беатрис (1930-2021), родилась в семье графа Балинта Сеченьи (1893—1954) и Марии Павловны Голицыной (1895—1976), была младшей из четырех детей и является праправнучкой венгерского общественного деятеля и национального героя графа Иштвана Сеченьи. Они поженились 27 октября 1957 года в Вене и развелись в Мюнхене, Бавария, 25 апреля 1986 года. Дети от первого брака:
- Графиня Мария (Майя) Фелицитас фон Шёнбург-Глаухау[нем.] (15 августа 1958 — 27 января 2019), 4 детей
- Принцесса Глория Турн и Таксис (род. 23 февраля 1960), 3 детей
- Карл-Альбан (род. 2 февраля 1966), 2 детей
- Александр, граф Шёнбург-Глаухау (род. 15 августа 1969), 3 детей.

19 июля 1986 года Иоахим фон Шёнбург-Глаухау женился вторым браком на Урсуле Цвикер, от связи с которой у него уже была одна дочь:
- Анабель Майя-Фелицитас (род. 10 июня 1980)[2].

## Графский титул
Члены семьи Шёнбург-Глаухау до 1919 года носили титул графа. После Германской революции 1918—1919 годов немецкое дворянство как юридически определенный класс было упразднено 11 августа 1919 года с обнародованием Веймарской конституции, в соответствии с которой все немцы были равны перед законом, а также законными правами и привилегиями. Однако любой титул, принадлежавший до Веймарской конституции, разрешалось продолжать только как часть фамилии и наследия или исключался из будущего использования имени.

## Публикации
- Der Jagdgast, München : BLV-Verlagsgesellschaft, 1986, 2. Aufl.
- Jagen mit dem «Uhu» Mainz : Hoffmann, 1985
- Hohe Jagd in Zentral- und Südeuropa, with Días de los Reyes, Antonio. — Herrsching : Schuler, _381 1983
- Der deutsche Jäger, München, Bern, Wien : BLV-Verlagsgesellschaft, 1979